# Astragalus gifanicus
Astragalus gifanicus es una especie de planta del género Astragalus, de la familia de las leguminosas, orden Fabales.

## Distribución
Astragalus gifanicus se distribuye por Irán.

## Taxonomía
Fue descrita científicamente por A. R. Maassoumi & D. Podl. Fue publicada en Bot. Jahrb. Syst. 109: 267 (1987).